# Gex (serie)
Gex es una trilogía de videojuegos de plataformas, desarrollada por Crystal Dynamics, que detalla las aventuras de un geco antropomórfico llamado Gex. Gex tiene una pasión por la televisión, que lo convierte en un objetivo para el ser cibernético Emperor Rez, que está decidido a derrocar a The Media Dimension, el "mundo" de la televisión. También ha servido como la mascota de Crystal Dynamics, apareciendo en el logotipo de su compañía durante varios años hasta el año 2000. En la versión norteamericana, Gex es expresado por el comediante Dana Gould a lo largo de toda la serie; la versión del Reino Unido presenta a Dana Gould, Leslie Phillips y Danny John-Jules como la voz de Gex durante toda la serie.
Los juegos están inspirados principalmente en la cultura televisiva estadounidense. Gex también contribuye a los juegos con comentarios sabios y crujientes mezclados con referencias de la cultura pop y los medios, que recuerdan las frases de Ash Williams, el protagonista de las películas de The Evil Dead.
Gex también aparece como un personaje desbloqueable en las versiones norteamericanas y europeas de Hot Shots Golf 2 y Mad Dash Racing.
La serie Gex ha vendido un total combinado de más de 15 millones de copias para todas las plataformas. Gex 3 es la serie más vendida, enviando más de 6 millones de copias y también se convirtió en el juego de aventura de PlayStation más vendido de 1999 con 3 millones de copias solo en ese año. [cita requerida]

## Juegos
| Videojuego              | GameRankings                                      | Metacritic |
| ----------------------- | ------------------------------------------------- | ---------- |
| Gex                     | (3DO) 79.58% (PC) 71.00% (SS) 69.35% (PS1) 63.33% | {{{mc1}}}  |
| Gex: Enter the Gecko    | (PS1) 81.70% (N64) 60.50% (GBC) 57.00%            | {{{mc2}}}  |
| Gex 3: Deep Cover Gecko | (PS1) 77.20% (GBC) 70.60% (N64) 65.13%            | {{{mc3}}}  |

### Gex(1994)
Gex y su familia vivían en Maui, Hawái. Su madre lo crio a él y sus tres hermanos mientras su padre trabajaba en la NASA. Un día, la madre de Gex recibió una llamada telefónica diciendo que el padre de Gex y sus compañeros de trabajo habían muerto en la explosión de un cohete. En lugar de afligirse, Gex reprimió sus emociones y se sentó frente al televisor.
La madre de Gex decidió que era hora de un cambio y le dijo a toda la familia que se mudarían a California. Semana tras semana de Gex viendo televisión, su madre decidió tomar medidas y vender el televisor. Esto enfureció tanto a Gex que decidió abandonar su hogar y nunca regresar. Durante los meses siguientes, Gex durmió en el garaje de su amigo y ganó dinero haciendo pequeños trabajos.
Un día, la madre de Gex lo encontró y tuvo noticias fantásticas. Gex y su familia habían heredado más de veinte mil millones de dólares de su difunto tío Charlie. Con el dinero, Gex compró una mansión en Hawái y la televisión de pantalla más grande del mundo.
Como se vio en la apertura del juego, Gex estaba mirando su enorme televisión un día, cuando una mosca zumbó por su cabeza. Gex sacó su lengua y se la tragó. Desconocido para Gex, la "mosca" era en realidad un transmisor metálico. De repente, el control remoto de Gex se bloqueó y el televisor se quedó en blanco. Una enorme mano salió disparada de la pantalla y agarró a Gex por el cuello, y lo arrastró a la Dimensión de los Medios. La garra fría pertenecía a Rez, el señor de la Media Dimension, que tenía la intención de hacer de Gex su nueva mascota y conquistar el mundo.
Gex logró encontrar los controles remotos ocultos en los mundos extraños de la televisión. Gex atravesó un inquietante cementerio, una extraña tierra de dibujos animados, una enorme jungla, una antigua aldea china, el misterioso Planeta X y Rezopolis, la capital de la Dimensión Mediática, derrotando a los cómplices de Rez en el camino. Gex entró en el sanctasanctórum del emperador Rez y luchó contra él cara a cara. Utilizando uno de sus propios errores mecánicos, Gex derrotó al Emperador Rez y regresó a casa a tiempo para sus shows. El emperador Rez se transformó en una bola de energía y escapó.

### Gex: Enter the Gecko(1998)
Dos años más tarde, Gex aún vive en Maui y aún disfruta mucho viendo la televisión. Eventualmente, todos los días comienzan a parecerse al mismo una y otra vez. Gex está al borde de la locura. Un día, el televisor se queda en blanco por unos segundos y luego muestra la imagen del Emperador Rez una y otra vez.
Dos agentes del gobierno se presentaron en la casa de Gex, solicitando la ayuda de Gex. Gex niega, diciendo que ya ha salvado el universo una vez. Uno de los agentes golpea a Gex en la cabeza con una palanca y lo deja inconsciente.
Cuando se despierta, se da cuenta de que está en una sala de interrogatorios. Los dos agentes le preguntan a Gex qué sabe sobre el Emperador Rez, Gex les cuenta todo. Una vez más, ellos piden su ayuda, uno de los agentes alcanza debajo de la mesa y saca un maletín lleno de efectivo, así como un traje de agente secreto. Gex finalmente acepta ayudarlos. Los dos agentes le dan un mapa y dicen que quieren que el Emperador Rez "desaparezca" y le ordenan esconder el cuerpo entre el de Jimmy Hoffa y el de Spuds MacKenzie.
Cuando Gex sale del edificio, una bella agente femenina se acerca a él y se presenta como "Agente Xtra", le desea buena suerte y se va. Gex luego se va a la dimensión de medios.
Una vez que Gex está en la Dimensión de Medios, navega a través de varios canales. Toon TV; Scream TV; Rocket Channel; Circuito Central; Kung Fu Theatre; El canal de prehistoria; Rezopolis; y el Canal Z. Una vez que Gex navega a través de Rezopolis y el Canal Z, lucha de nuevo contra el señor supremo. Al dejar caer un televisor grande encima de él, Gex derrota al Emperador Rez. El Emperador Rez una vez más se transforma en una bola de energía, y luego queda atrapado en el mismo TV Gex caído sobre él.
El emperador Rez le ruega que lo deje salir del televisor, incluso lo soborna, pero Gex apaga el televisor. Gex fue visto por última vez en una habitación de hotel con Nikki, de los videojuegos Pandemonium.

### Gex 3: Deep Cover Gecko(1999)
Después de derrotar al Emperador Rez por segunda vez, Gex se retira a su mansión en Maui, que fue atendida por su mayordomo recién contratado, una tortuga llamada Alfred. Gex está viendo las noticias un día, cuando el agente Xtra lo contacta a través de su televisor. Ella dice que el emperador Rez la ha secuestrado, y que está atrapada en Rezopolis. Gex usa una entrada secreta a la Dimensión de Medios, a la que llama "GexCave". Gex navega por todos los canales nuevos. Fiesta; Misterio; Antiguo egipcio; Ejército; Viejo Oeste; Pirata; Mitología griega; Cuento de hadas; Anime; Mafia; Superhéroe; y el Canal Z. Una vez que Gex recoge todos los controles remotos, viaja a una enorme Estación Espacial sobre la Tierra, y lucha contra Rez. A diferencia de las dos veces anteriores, el Emperador Rez no se transformó en una bola de energía, sino que explotó en varias piezas, lo que posiblemente significa que está realmente muerto.
Gex fue visto por última vez en una habitación de hotel con el agente Xtra, quien le cuenta sobre su tiempo en Media Dimension. Alfred contacta a Gex y le dice que hay una emergencia, sin embargo, Gex desconecta la computadora y lo ignora.

## Personajes
- Gex: es un gecko astuto y sabio. Gex vive con su familia en Maui, Hawái. Se pasa el día con sus amigos, surfea, toca el ukelele y lanza fiestas de poi en la playa con las lagartijas locales. Después de la muerte de su padre, comienza a ver cantidades masivas de televisión para superar la tragedia.[12] Eventualmente hereda más de veinte mil millones de dólares de su difunto tío abuelo y compra la televisión más grande del mundo. Él tiene su propio escondite en la isla llamado GEXCave ubicado en el Pacífico Sur.[13] Su frase clave es "¡Es el tiempo de la cola!". Gex es expresado por Dana Gould en las tres entregas en Norteamérica. Pero las versiones PAL (formatos de juego europeo y australiano) cuentan con tres actores de voz separados; Dana Gould en el juego original, Leslie Phillips en el segundo juego, y Danny John-Jules en el tercer juego.
- Rez: es una entidad megalómana, cibernética y el principal antagonista de la serie. Su única verdadera ambición es controlar toda la Dimensión de los Medios bajo su propio control y garantizar la longevidad de los malos programas de TV y las películas de Z-Grade. Toda su esencia está compuesta de Liquid Rez, el ruido líquido se propaga a través de la serie. También dice ser el padre de Gex como un homenaje a Star Wars. Rez es expresado por Bruce Robertson.
- La agente Xtra: es la compañera de lucha contra el crimen de Gex, que también ama la televisión. Ella es secuestrada por Rez, y se comunica con Gex a través de señales de video en control de la misión. Ella es retratada en secuencias de acción real por Marliece Andrada.
- Alfred: es el mayordomo de Gex. Él es una tortuga que usa pajarita y lentes. Él proporciona a Gex ayuda constante para vencer a Rez. Él es expresado por Marc Silk.
- Rex; es un pequeño tiranosaurio rex rojo y el antepasado prehistórico de Gex.[14] Él está congelado en un bloque de hielo que Gex derrite para liberarlo.
- Cuz es el primo con sobrepeso de Gex.[14] Es salvado por Gex después de ser encerrado en una jaula por los Gánsteres.
- El papá de Gex: que trabaja para la NASA haciendo varios proyectos de investigación. Él y otros diez voluntarios son elegidos para comer budín de tapioca en gravedad cero, aunque su cohete explota debido a una tirita que flota en uno de los tanques de combustible y los mata. Su madre luego se muda a California, y después de ganar dinero heredado del tío abuelo de Gex, Charlie, adquiere el 51 por ciento de la propiedad de la NASA, dispara a todos, vende los cohetes a algunos países del tercer mundo y convierte a Mission Control en "Space Monkeys", un restaurante temático con chimpancés bailarines robóticos vistiendo trajes espaciales.[12] En la novela, Rez afirma que él es el verdadero padre de Gex y se convirtió en lo que era después de la explosión, si esto es cierto o no no está claro, aunque Rez hace la misma afirmación en Gex 2 pero con una historia diferente (diciendo que cayó en un chatarra al intentar obtener un cable gratis).

## Futuro
Un cuarto juego de Gex entró en desarrollo para la PlayStation 2, pero fue cancelado y solo se conoce el arte conceptual de dicho juego. La franquicia de Gex pasó a ser propiedad de Square Enix en 2009 cuando está adquirió a Eidos Interactive, matriz de Cystal Dynamics. El 17 de febrero de 2015, Square Enix anunció que permitirá a los desarrolladores crear juegos basados en algunas de sus antiguas propiedades intelectuales de Eidos a través del proyecto colectivo Square Enix, incluida Gex. El 15 de diciembre del 2021, Square Enix regsitró una nueva marca de Gex en la Unión Europea.